# Elizabeth Gaskell
Elizabeth Cleghorn Gaskell (29. september 1810—12. december 1865) var en engelsk forfatter. 

## Biografi
Mrs. Gaskell var datter af en embedsmand William Stevenson, hvis løbebane havde været ret afvekslende: dissenterpræst, landmand, kostskoleforstander, medarbejder ved Edinburgh Review. Da moderen døde ved hendes fødsel, blev hun adopteret af en moster, der boede i den lille by Knutsford i Cheshire, hvor hun levede til sit 15. år og igen fra sit 19.—22., da hun ægtede dissenterpræsten William Gaskell i Manchester, hvor hun levede til sin død. 
Mr. Gaskell var stærkt litterært interesseret og var i en længere årrække lærer i engelsk litteratur og historie ved det derværende Owen College. Sammen med ham forsøgte Mrs. Gaskell sig i poetiske skitser i Crabbes stil, hvoraf én offentliggjordes i Blackwood’s Magazine januar 1837. Under et besøg i Wales døde hendes lille søn, og for at aflede hendes tanker fra sorgen opfordrede hendes mand hende til at udnytte sine litterære evner. 
Hun havde i Manchester på nærmeste hold lært de da overordentlig mørke industrielle forhold at kende og nærede dyb medfølelse for arbejdernes elendige kår. Hendes egen dybe sorg har vel gjort denne medfølelse endnu mere levende og været medbestemmende for stofvalget til Mary Barton, der udkom anonymt 1848, hvor de sociale problemer afspejler sig i et kvindeligt medfølende og kristent sind. 
Ligesom Disraelis Sybil, der udkom 1845, og Dickens Hard Times er den et led i den reaktion mod Manchesterskolen, der på denne tid ud fra nationalt, humant eller kristeligt udgangspunkt kræver retfærdighed over for arbejdernes krav. Mary Barton gjorde umådelig lykke og førte til venskab med tidens betydeligste ånder: Dickens, Ruskin, Carlyle og frem for alle Charlotte Brontë. 
Mrs. Gaskell blev medarbejder ved Dickens Household Words og senere ved All the Year round. I førstnævnte skrev hun fra december 1851 til maj 1853 sin mest yndede bog Cranford, hvor hun, øsende af barndomserindringer fra Knutsford har givet en af de mest yndefulde Skildringer af engelske småbyer, fyldt af en humor så ren og fin som i Lambs bedste essays. 
1854—55 offentliggjordes samme sted North and South, der fulgte lige efter Dickens Hard Times. Ligesom i Mary Barton er atter her de sociale forhold i det industrielle Nordengland — kampen mellem kapital og arbejde — historiens baggrund, men hendes erfaring er øget, så lys og skygge er mere ligelig fordelt, og ud fra et synspunkt, som en af personerne udtrykker i sætningen: "God has made us so that we must be mutually dependent", anbefales forsoning gennem forståelsesfuld sympati. 
Men modsætningen er ikke blot mellem kapital og arbejde, men mellem to civilisationer, en ældre og en yngre: det agerdyrkende, patriarkalske, idylliske, sorgløse Syd og Nordens rastløse energi og tunge alvor, en modsætning, der eksisterer den dag i dag. I skildringen af engelskt landliv er det atter Knutsford-minderne, der giver stof og farve. 
I samme tidsrum, hvori de tre nævnte romaner var blevne til, havde hun offentliggjort The Moorland Cottage (1850) og Ruth (1853), hvor mindet om hendes lille søns død atter har spillet ind; ved sin protest mod engelsk bigot dømmesyge over begåede fejltrin vakte den en del strid. Også hendes næste bog, en levnedsskildring af veninden Charlotte Bronté (1857), skulde vække en del ganske uberettiget misfornøjelse. Den regnes nu for en af engelsk biografisk litteraturs perler. 
Medens Mrs. Gaskell i sine hidtil offentliggjorte romaner havde tumlet med problemer og forhold, der mødte hende i hendes daglige liv, synes ideen til Sylvia’s Lovers (1863) at være kommet, til hende gennem læsning af Crabbes Ruth, der vel allerede har givet navn til hendes tidligere roman. Sylvia’s Lovers er en historisk roman, der foregår i hvalfangerbyen Whitby med Napoleonskrigenes berygtede presgangssystem som baggrund. På grund af sin spændende, stærkt vekslende handling hører den til hendes mest læste bøger; den rummer to af hendes smukkeste skikkelser, heltinden Sylvia og tjenestekarlen Kester. 
I den lille Novelle Cousin Phillis, der udkom 1865, har hun i skildringen af landmandspræsten Holman sikkert lånt træk fra faderen; egnen er også her det kære Knutsford. Rent artistisk er det hendes mest fuldendte bog. Inden hendes sidste bog Wives and Daughters, der var begyndt at udkomme i Cornhill Magazin august 1864, var helt fuldendt, døde hun pludselig af et hjerteslag 12. november 1865. I den midtvictorianske romankunst fylder hun værdigt en plads ved siden af Dickens, Thackeray og George Eliot.

## Værker

### Romaner
- Mary Barton (1848)
- Cranford (1851–53)
- Ruth (1853)
- North and South (1854–55)
- Sylvia's Lovers (1863)
- Wives and Daughters: An Everyday Story (1865)

### Noveller og novellesamlinger
- The Moorland Cottage (1850)
- Mr. Harrison's Confessions (1851)
- The Old Nurse's Story (1852)
- Lizzie Leigh (1855)
- My Lady Ludlow (1859)
- Round the Sofa (1859)
- Lois the Witch (1861)
- A Dark Night's Work (1863)
- Cousin Phillis (1864)

### Shortstories
- Libbie Marsh's Three Eras (1847)
- The Sexton's Hero (1847)
- Christmas Storms and Sunshine (1848)
- Hand and Heart (1849)
- The Well of Pen-Morfa (1850)
- The Heart of John Middleton (1850)
- Disappearances (1851)
- Bessy's Troubles at Home (1852)
- The Old Nurse's Story (1852)
- Cumberland Sheep-Shearers (1853)
- Morton Hall (1853)
- Traits and Stories of the Huguenots (1853)
- My French Master (1853)
- The Squire's Story (1853)
- Half a Life-time Ago (1855)
- Company Manners (1854)
- The Poor Clare (1856)
- The Doom of the Griffiths (1858)
- Right at Last (1858)
- "The Manchester Marriage" (1858)
- The Haunted House (1859)
- The Crooked Branch (1859)
- The Half-brothers (1859)
- Curious If True (1860)
- The Grey Woman (1861)
- The Cage at Cranford (1863)
- Crowley Castle (1863)

### Faglitteratur
- Sketches Among the Poor (poems 1837)
- An Accursed Race (1855)
- The Life of Charlotte Brontë (1857)
- French Life (1864)